# Склене Теплиці
Склене Теплиці (словац. Sklené Teplice) — село, громада округу Ж'яр-над-Гроном, Банськобистрицький край, центральна Словаччина, регіон Теков. Кадастрова площа громади — 10,91 км². Протікає річка Тепла.
Населення 389 осіб (станом на 31 грудня 2017 року).

## Історія
Склене Теплиці згадується в 1340 році.

## Населення
| Рік:            | 1994. | 2004.   | 2014.   | 2024.    |
| --------------- | ----- | ------- | ------- | -------- |
| Кількість осіб: | 448   | 435     | 412     | 368      |
| Різниця:        |       | -2,90 % | -5,28 % | -10,67 % |

| Рік:            | 2023. | 2024.   |
| --------------- | ----- | ------- |
| Кількість осіб: | 376   | 368     |
| Різниця:        |       | -2,12 % |